# Zinkchromat
Zinkchromat ist eine chemische Verbindung (genauer ein Chromat) mit der Summenformel ZnCrO4, die vor allem als gelbes Farbpigment und Korrosionsschutzmittel eingesetzt wird. 

## Gewinnung und Darstellung
Feingemahlenes Zinkoxid (Zinkweiß) wird mit Schwefelsäure teilweise zum Sulfat umgesetzt und anschließend mit Kaliumdichromat gefällt. Nach längerem Absetzen des Niederschlags wird abfiltriert und nachgespült.
{\displaystyle {\ce {Zn^{2}+ + K2CrO4 -> ZnCrO4 v + 2K+}}}
In einigen Holzschutzmitteln bildet sich in wässriger Lösung aus den Inhaltsstoffen Zinkhexafluorosilicat und CK-Salz (chromhaltige Salze) Zinkchromat.

## Verwendung

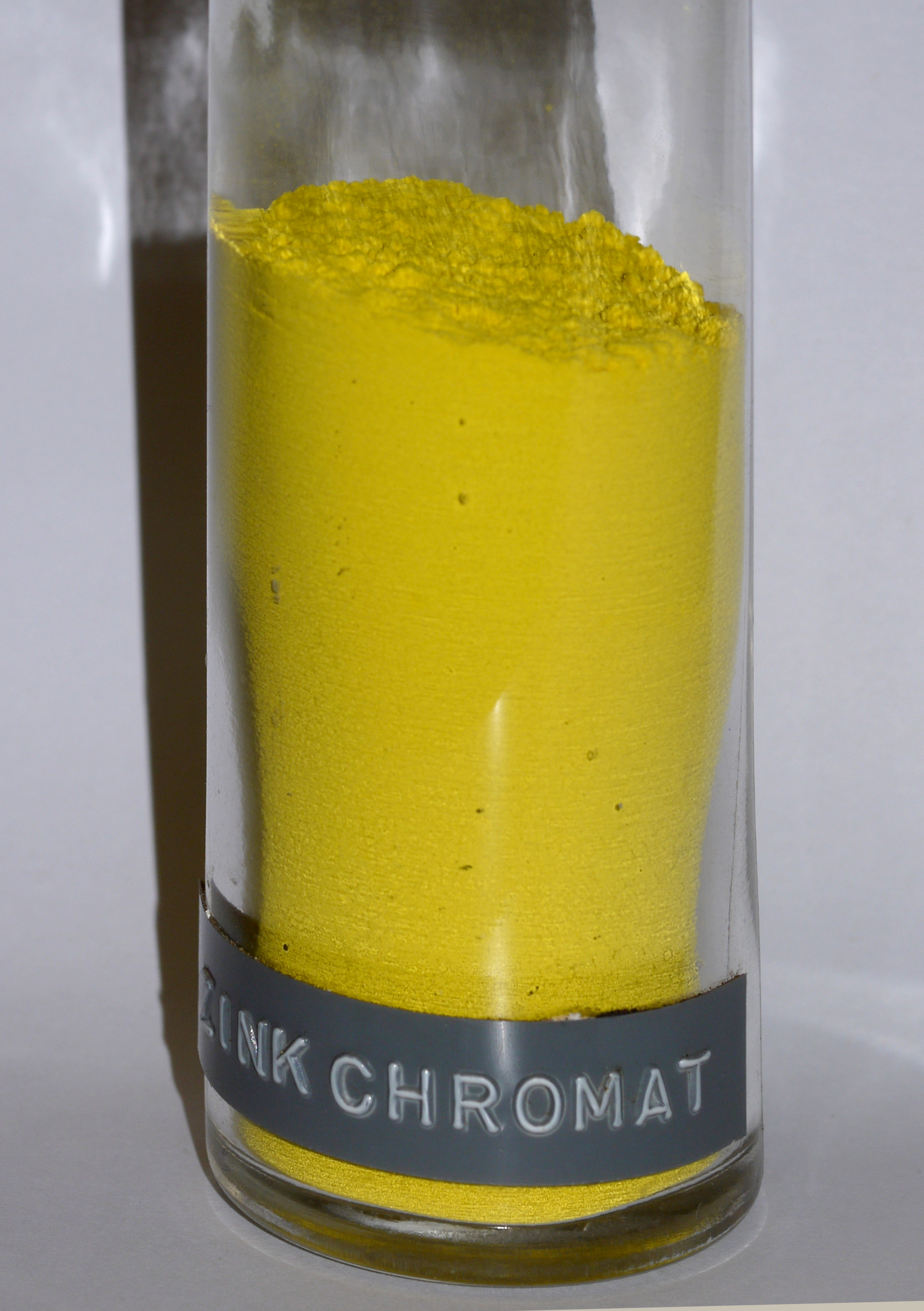
Gelbes Zinkchromat-Pulver

Zinkchromat ist ein basisch reagierendes Korrosionsschutzpigment (also ein starkes Oxidationsmittel). Es wirkt durch die Neutralisierung von angreifenden Säuren, kathodischen und anodischen Schutz der Metalloberfläche durch Redoxreaktionen und durch die Inaktivierung korrosionsfördernder Chlorid- und Sulfationen, indem es entsprechende schwerlösliche Salze bildet (siehe auch Chromatieren). Früher wurde es vielfach in „Washprimern“ (Haftvermittler zwischen Werkstoff und weiteren Beschichtungen), aber auch in Korrosionsschutzgrundfarben eingesetzt. Im RAL-Farbsystem trägt es die Nummer 1018.

## Sicherheitshinweise
Zinkchromat wirkt (meist über Einatmen von Staub) krebserregend und erbgutschädigend.